# Igor Śmiałowski

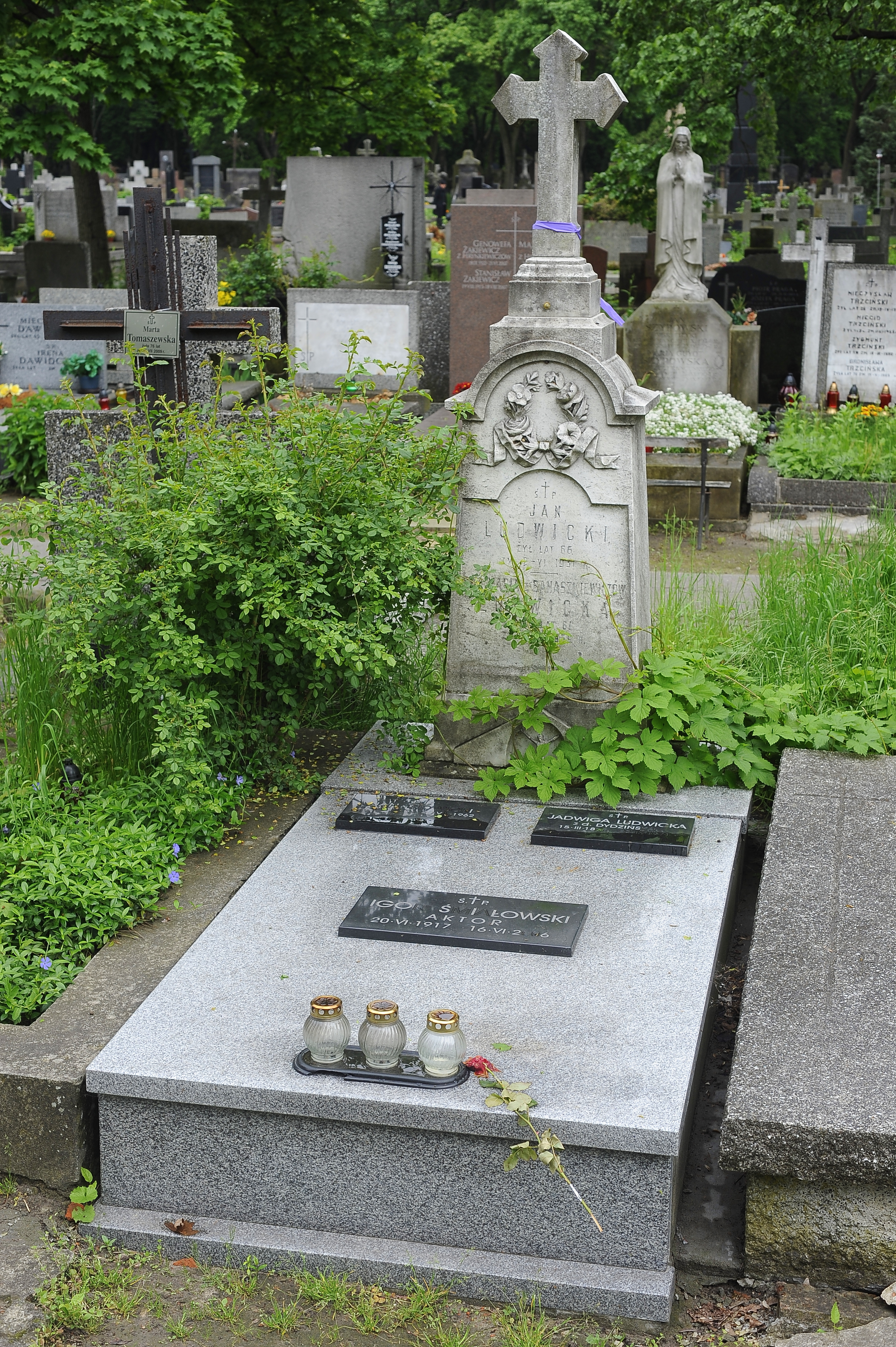
Mormântul lui Igor Śmiałowski în Cimitirul Powązki din Varșovia

Igor Śmiałowski-Smirnov (n. 20 iunie 1917, Moscova, Imperiul Rus – d. 16 iunie 2006, Varșovia, Polonia) a fost un actor polonez de teatru și film.

## Biografie
S-a născut la 20 iunie 1917 în orașul Moscova. S-a mutat împreună cu părinții săi la Vilnius după ce Polonia și-a dobândit independența și a absolvit acolo Gimnaziul „Joachim Lelewel”. După încheierea studiilor secundare, a fost admis la Academia de Arte Frumoase din Vilnius, pe care a abandonat-o în favoarea Școlii de Ofițeri în Rezervă de Artilerie Antiaeriană din Trauguttów (acum Iujnîi Vaiennîi Garadok), de lângă Brest.
În 1938 a fost trimis la o fabrică de arme din Starachowice. A luat parte la luptele pentru apărarea Poloniei din septembrie 1939 în calitate de militar al Bateriei 1 de Artilerie Antiaeriană Motorizată a Diviziei 1 Infanterie a Legiunilor Poloneze. A absolvit Școala secretă de actorie (Studio Dramatyczne) de la Vilnius în 1940 și pe 2 octombrie 1940 a debutat ca actor în spectacolul de cabaret Ksantypa de Janusz Minkiewicz.
A jucat ca actor la următoarele teatre: Studioul Literar-Artistic din Vilnius (1940-1941), Teatrul de Comedie Muzicală „Lutnia” din Vilnius (1944-1945), Teatrul Municipal din Białystok (1945), Teatrul Vechi din Cracovia (1945-1946), Teatrul Silezian (Śląski) din Katowice (1946-1947), Teatrul Syrena din Łódź (1947-1948), Teatrul Syrena din Varșovia (1948-1950), Teatrul Național din Varșovia (1950-1971), Teatrul de Comedie din Varșovia (1971-1976) și Teatrul Polonez din Varșovia (1976-1987). A colaborat, de asemenea, la Teatrul Radiofonic Polonez, la Teatrul Polonez de Televiziune și la Cabaretul „Wagabunda”. A rămas în memoria spectatorilor în rolurile unor îndrăgostiți și ale unor aristocrați. S-a retras de pe scena teatrală la mijlocul anilor 1990.
A debutat în film în 1946 în rolul unui ofițer Gestapo din filmul Zakazane piosenki. A apărut ultima dată pe ecrane în 2000 în rolul contelui Alfred Bizanc din ultima parte a serialului Dom. A fost autorul volumelor de anecdote teatrale Igor Śmiałowski opowiada și Igraszki z Melpomeną, precum și al volumului de memorii Cała wstecz.
S-a căsătorit la 17 aprilie 1945 cu Danuta Sieragowska, cu care a trăit până la moartea sa și a avut o fiică pe nume Joanna.
A murit pe 16 iunie 2006 la Varșovia și a fost înmormântat în Cimitirul Powązki din Varșovia (secțiunea 117-2-8).

## Filmografie (selecție)
- Zakazane piosenki (1946) – ofițer al Gestapo
- Ostatni etap (1947) – ofițer SS
- Orașul neînfrânt (1950) – Andrzej, luptător în Armia Ludowa
- Tinerețea lui Chopin – Tytus Woyciechowski, prietenul lui Chopin
- Warszawska syrena (1955) – fierarul Warsz
- Mistrz (1966) – ofițer al Gestapo
- Don Gabriel (1966) – dr. Stanisław Dog-Leśniewski
- Stawka większa niż życie (serial TV, ep. 3, 1967-1968) – inginerul Erwin Reil
- Chłopi (serial TV, 1967-1968) – moștenitor
- Epilog norymberski (1970) – generalul Erwin Lahousen, asociat al lui Canaris, martor al acuzării
- Gniewko, syn rybaka (1970) – un nobil din cercul lui Łokietek (ep. 2)
- Lalka (serial TV, 1977) – un prinț
- Soldații victoriei (1977) – gen. Władysław Sikorski
- Kariera Nikodema Dyzmy (serial TV, 1980) – prințul Roztocki
- Polonia Restituta (1980) – gen. Hans von Beseler, guvernator al Varșoviei
- Zamach stanu (film) (1980) – Aleksander Meysztowicz
- Vraciul (1982) – contele Czyński, tatăl lui Leszek
- Dolina Issy (1982) – preotul Monkiewicz, succesor al preotului Peikswy
- Străina (1986) – ambasadorul
- Śmieciarz (1987) – profesor (ep. 1)
- Modrzejewska (1989) – Dezydery Chłapowski
- Awantura o Basię (1995) – profesorul neurolog Mendelson
- Awantura o Basię (1996) – profesorul neurolog Mendelson (ep. 11)
- Dom (serial TV, 1980–2000) – contele Alfred Bizanc, unchiul Martynei

## Premii și distincții

### Decorații
- Crucea de Comandor a Ordinului Polonia Restituta (16 noiembrie 2004)[3][4]
- Crucea de Ofițer a Ordinului Polonia Restituta (1988)[3][4]
- Crucea de Cavaler a Ordinului Polonia Restituta (1967)[3]
- Crucea de Merit de aur (1952)[3][4][10]
- Insigna „A 1000-a aniversare a statului polonez” (1967)[3][4]
- Insigna „Activist cultural merituos” (1967)[3][4]

### Premii
- Premiul Consiliului Central al Sindicatelor (CRZZ)[4][5]